# لاري كلارك (ممثل)
لاري كلارك (بالإنجليزية: Larry Clark)‏ هو مصور وكاتب سيناريو ومخرج وممثل أمريكي، ولد في 19 يناير 1943 بتلسا في الولايات المتحدة. من الجوائز التي نالها جائزة لوسي ‏ سنة 2005.

## أعمال

### أفلام
- (1995) الأطفال
- (2001) بولي

## جوائز
- جائزة لوسي [الإنجليزية]‏ (2005)

## وصلات خارجية
- لاري كلارك على موقع IMDb (الإنجليزية)
- لاري كلارك على موقع الموسوعة البريطانية (الإنجليزية)
- لاري كلارك على موقع مونزينجر (الألمانية)
- لاري كلارك على موقع ألو سيني (الفرنسية)
- لاري كلارك على موقع ميوزك برينز (الإنجليزية)
- لاري كلارك على موقع أول موفي (الإنجليزية)
- لاري كلارك على موقع قاعدة بيانات الأفلام السويدية (السويدية)
- لاري كلارك على موقع إن إن دي بي (الإنجليزية)
- لاري كلارك على موقع قاعدة بيانات الفيلم (الإنجليزية)
- لاري كلارك على موقع كينوبويسك (الروسية)